# BRM P115
La BRM P115 è una monoposto di Formula 1, costruita dalla scuderia inglese BRM per partecipare al Campionato mondiale di Formula 1 1967.

## Sviluppo
Il mezzo venne sviluppato per partecipare al campionato mondiale di Formula 1 del 1967 in sostituzione della precedente P83.

## Tecnica
La vettura venne progettata da Tony Rudd ed era equipaggiata con un propulsore P75 H16 3.0 gestito da un cambio manuale a sei marce. L'aerodinamica venne migliorata per permettere una maggiore penetrazione aerodinamica e per contenere il peso venne impiegato un telaio monoscocca in lega di magnesio. Gli pneumatici erano forniti dalla Goodyear, mentre le sospensioni erano  doppi bracci oscillanti con ammortizzatori entrobordo nella sezione anteriore e fuoribordo in quella posteriore.

## Attività sportiva
La vettura venne impiegata per le ultime cinque gare della stagione. Pilotata da Jackie Stewart, non riuscì mai a concludere una corsa a causa di vari guasti tecnici.